# هراس‌های ویژه
هراس‌های ویژه یا فوبیاهای خاص شامل ترس غیرمنطقی و نامعقول از یک موضوع یا موقعیت خاص است.
ترس یا اضطراب ممکن است هم با حضور عامل برانگیزاننده و هم با پیش‌بینی شی یا موقعیت خاص ایجاد شود. در بیشتر بزرگسالان، فرد ممکن است منطقاً بداند ترس غیر منطقی است اما هنوز هم کنترل اضطراب را دشوار می‌داند.
علت هراسهای خاص می‌تواند بر اساس هراس متفاوت باشد، اما می‌تواند شامل ژنتیک، تأثیرات محیطی، شرطی شدن و سایر مسیرهای غیر مستقیم باشد. علل می‌توانند تجربی و غیر تجربی باشند. به عنوان مثال، به نظر می رسد یک مؤلفهٔ ژنتیکی قوی‌تر برای فوبیای تزریق خون در مقایسه با فوبیای حیوانی وجود دارد، که بیشتر ناشی از یک تجربه است.
اصولاً پنج نوع هراس ویژه وجود دارد:
1. هراس از حیوانات؛ ترس شدیدی که دلیلش یک حیوان یا حشره باشد مانند ترس از مار، عنکبوت‌هراسی، ترس از جوندگان، ترس از سگ و...
2. هراس از عوامل طبیعی؛ ترسی که دلیلش عاملی در طبیعت باشد همچون ترس از توفان، ترس از آب، ترس از تاریکی، ترس از بلندی.
3. هراس شدید از زخم، تزریق، خون.
4. هراس موقعیتی؛ ترس شدیدی که با قرار گرفتن در یک موقعیت خاص ایجاد می‌شود مانند تنگناهراسی، هراس از آسانسور، پرواز، دندان‌پزشکی، تونل، پل‌ها و...
5. هراس‌های دیگر؛ شامل هراس‌هایی است که در چهار گروه فوق نباشند مانند ترس از مرگ، خفگی، بیماری، "هراس حین مطالعه" که خواندن را بسیار سخت می کند. این نوع اضطراب، ربطی به سختی یا آسانی مطلب و نوع محتوا ندارد و خواننده حتی هنگام خواندن روزنامه یا کتاب داستان اطفال دچار تنش و بی قراری شدید می شود.(تاکنون درمان موثری برای این نوع ترس معرفی نشده است و مقاوم به درمان داروییست‌.)بنظر می رسد فرد مبتلا در نوجوانی اش هنگام  مطالعه، دچار حمله وحشت شده و بعد آن نسبت به مطالعه شرطی می شود. متاسفانه پیش آگهی این نوع هراس خوب نیست و فرد مبتلا برای همیشه با آن زندگی می کند.
6. هراس از دست دادن حس بویایی و خفگی.

هراس‌های ویژه شایع هستند و معمولاً از دوران کودکی یا نوجوانی آغاز می‌شوند و حدود ۵۰ ٪ آنها هم ظرف مدت پنج سال خود به خود برطرف می‌شوند. مواردی نظیر ترس از هواپیما، مکان‌های بسته یا ارتفاع ممکن است در اوایل بزرگسالی نیز ایجاد شوند.

## علائم و نشانه ها
فرد در برخورد با شی یا موقعیت مورد نظر دچار ترس شدید یا حمله وحشت می شود.ترس یا اضطراب همراه با هراس خاص می تواند علائم جسمی مانند افزایش ضربان قلب ، تنگی نفس ، تنش عضلانی یا تعریق ایجاد شود.

## تشخیص
براساس  DSM-5 شامل موارد زیر می باشد:
1.ترس یا وحشتی که حداقل 6 ماه طول بکشد
2.ترس یا وحشت زیاد باعث اجتناب از شی یا موقعیت شود.
3.علایم ترس و وحشت زیاد درباره موقعیت یا شی وجود داشته باشد.در کودکان به صورت گریه ،کج خلقی یا چسبیدن به والد باشد.
4.سایر علل ایجاد کننده ترس و وحشت رد شده باشند.
5.موقعیت اضطراب زا همیشه و به صورت فوری باعث ایجاد ترس و وحشت شود.
6.ترس و اضطراب شدید باعث افت عملکرد شود.

## درمان
درمان شامل درمان دارویی و رواندرمانی شناختی رفتاری می باشد. برای درمان دارویی از داروهای مهارکننده بازجذب سروتونین استفاده می شود.
درمان مانند درمان سایر انواع هراس است.